# Карагайлинський сільський округ
Карагайли́нський сільський округ (каз. Қарағайлы ауылдық округі, рос. Карагайлинский сельский округ) — адміністративна одиниця у складі Осакаровського району Карагандинської області Казахстану. Адміністративний центр — село Карагайли.
Населення — 1102 особи (2021; 1379 у 2009, 1692 у 1999, 1760 у 1989).
Станом на 1989 рік існувала Октябрська сільська рада (села Колективне, Крещеновка, Окольне, Октябрське, Святогоровка).

## Склад
До складу округу входять такі населені пункти:
| Населений пункт    | Населення, осіб (1989) | Населення, осіб (1999) | Населення, осіб (2009) | Населення, осіб (2021) |
| ------------------ | ---------------------- | ---------------------- | ---------------------- | ---------------------- |
| Карагайли, село    | 567                    | 615                    | 562                    | 556                    |
| Колективне, село   | 256                    | 246                    | 183                    | 69                     |
| Крещеновка, село   | 274                    | 260                    | 160                    | 66                     |
| Окольне, село      | 471                    | 391                    | 373                    | 364                    |
| Святогоровка, село | 192                    | 180                    | 101                    | 47                     |